# معركة قونية
وقعت معركة قونية في 21 ديسمبر 1832، بين مصر والدولة العثمانية، خارج مدينة قونية(حاليا تركيا). وقاد المصريين إبراهيم باشا، بينما قاد العثمانيين رشيد محمد خوجة باشا، وانتهت المعركة بانتصار ساحق لجيش محمد على واقتراب إبراهيم باشا من الآستانة عاصمة الدولة العثمانية.

## خلفية تاريخية

### حملات (محمد علي) على الشام
في عام 1820م ثارت الكثير من مدن اليونان ضد الحكم العثمانى، فأرسل السلطان محمود الثاني لليونان عام 1822م جيشاً بقيادة خورشيد باشا لقمع التمرد ولكن جيش خورشيد هزم وفشل في القمع التمرد، فلجأ السلطان العثماني إلى أقوى ولاته محمد علي باشا ليستعين بجيشه الذي أثبت كفاءته ليقوم بمحاربة العصيان بمدن اليونان الثائرة ، وفي عام 1823م فجهز محمد علي حملة عسكرية وعين إبنه إبراهيم باشا قائداً عليها ونجح إبراهيم باشا في إخماد ثورة جزيرة كريت، وفي عام 1824م تحرك الأسطول المصري من الإسكندرية إلى كريت ومنها إلى جزيرة رودس حيث تقابل الأسطولان المصري والعثماني وتوجها إلى المورة وهناك نجح إبراهيم في القضاء على الثوار، وفي 1827م إقتحم إبراهيم باشا أثينا وينجح في إخضاع كافة المدن اليونانية الثائرة ، تدخلت الدول الأوروبية لمساعدة الثوار اليونانيين، وقد قامت معركة نافارين في 19 أكتوبر 1827م بين الأسطول المصري وأساطيل الدول الأوروبية وتحطم الأسطول المصري في تلك المعركة، حاول محمد علي أن يطلب من السلطان العثماني بأن يمنحه حكم الشام لتعويض خسائر تحطم أسطوله ولكن السلطان رفض، وكان هذا دافعاً لمحمد علي في تخطيطه لإرسال حملة عسكرية للإستيلاء على أراضي الشام، فتحرك الجيش المصرى في 31 أكتوبر عام 1831م بقيادة كوجوك إبراهيم (ابن اخت محمد على) وكان مؤلفاً من 30 الف جندي مزودين بكثير من مدافع الميدان والحصار وبدأ بالإستيلاء على غزة ثم يافا.
وفي 2 نوفمبر عام 1831م تحرك إبراهيم باشا وأركان حربه وسليمان باشا الفرنسى بالأسطول المصرى حاملاً جزءاً من الجيش وكميات كبيرة من المؤن والذخائر الحربية إلى يافا.
وفي 8 نوفمبر عام 1831 دخل المصريون يافا، وفي 13 نوفمبر احتلوا حيفا، وفيها وفد اليهم زعماء قبائل عرب نابلس وطبرية والقدس وقدموا فروض الطاعة.
تحرك إبراهيم باشا إلى عكا وحاصرها ونجح في الإستيلاء عليها 1831م ثم استولى على دمشق ثم إتجه إلى حمص وهناك دارت موقعة حمص 8 يوليو 1832م وانتصر فيها ثم استولى على حلب واسر حاميتها البالغ عددها الف جندي في 14 يوليو عام 1832م ثم إتجه شرقاً إلى بيلان وقامت هناك معركة بيلان في 30 يوليو عام 1832م وانتصر على القوات العثمانية ليفتح أمامه الطريق إلى الأناضول، تقدم إبراهيم باشا بعد معركة بيلان واستولى على ولاية أدنه ثم طرسوس ثم أرسل جزءاً من قواته فأحتلت أورفه وعنتاب ومرعش وقيصرية.

## ما قبل المعركة

### مواقع الجيش المصري
1. الصف الأول من صفوف جيش محمد على يقوده (سليم بك المانسترلي).
2. الصف الثاني بقيادة سليمان باشا الفرنساوي على بعد ثلاثمائة خطوة فقط من الخط الأول، وقد اقترب منه إلى هذا الحد بسبب تكاثف الضباب صبيحة يوم الواقعة وتساقط قنابل العثمانيين عليه.
3. جنود الحرس يقودهم (سليم بك الحجازي) ويتألف منهم الصف الثالث والفرسان يقودهم أحمد باشا المنكلي وأحمد بك المانسترلي.
4. المدافع وقد نصبت في الميمنة والقلب والميسرة بقيادة (سليم بك) قائد الطوبجية.
5. مدفعان من الاحتياطي ومدفع الاحتياطي مع الحرس تم وضعهم في هيئة مربعين لحماية الجناحين.

### مواقع الجيش العثماني
1. أربعة صفوف من المشاة.
2. الايان من الفرسان على يمين الصف الأول من المشاة.
3. الايان من الفرسان على يسار الصف الأول من المشاة والاي من الفرسان خلف
4. الاي من الفرسان عن يسار الصف الثاني من المشاة.
5. مدافع العثمانيين موزعة امام صفوف المشاة والفرسان.

## المعركة

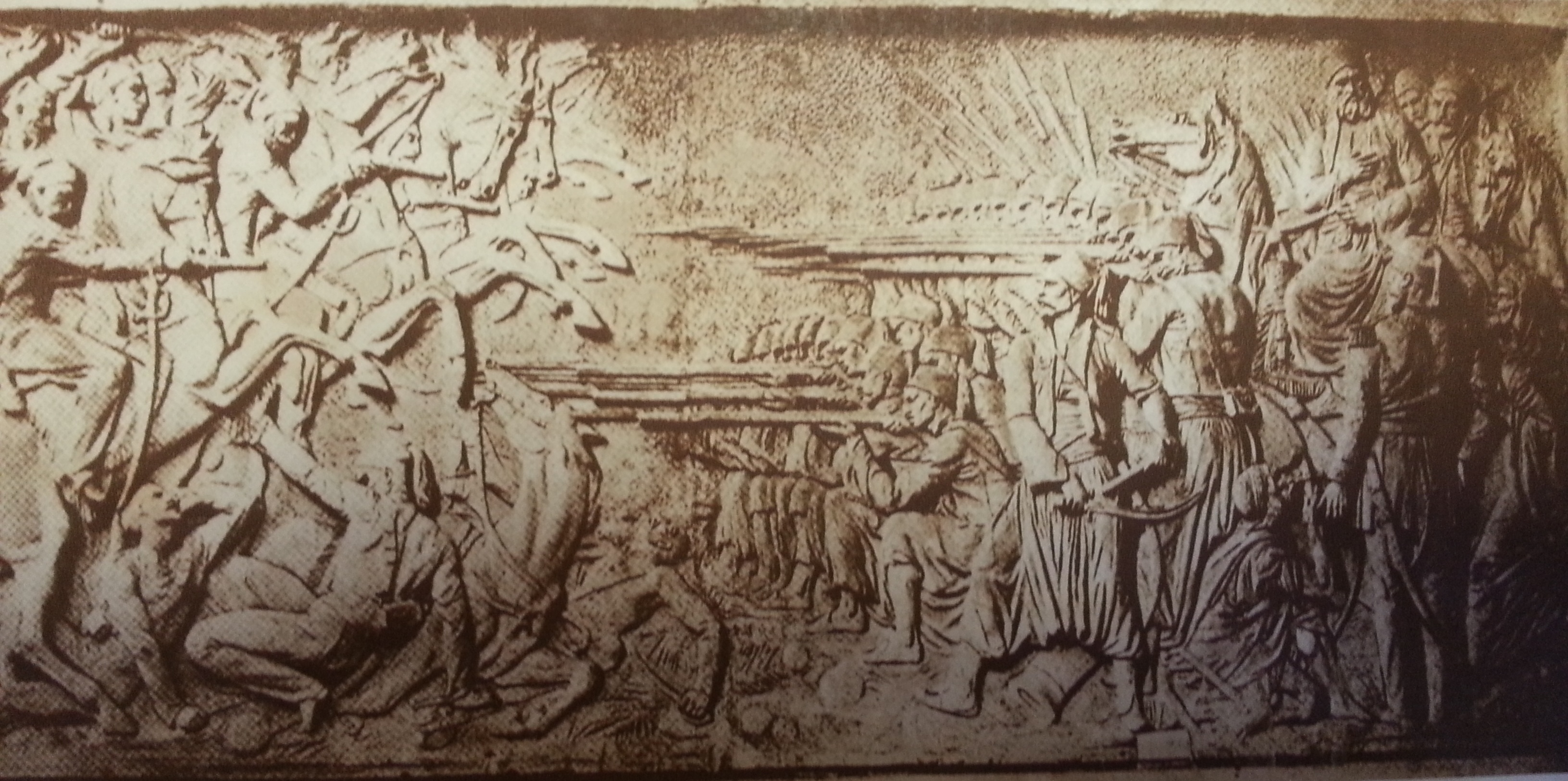
ميدالية قدَّمها محمود فخري باشا إلى دار الكتب المصرية.

### التحضير للمعركة
في 18 ديسمبر عام 1832م وصلت طلائع الجيش العثماني بقيادة رءوف باشا إلى شمال قونية وكانت مؤلفة في الغالب من الجنود غير النظامية، فناوشهم إبراهيم باشا ليكتشف مدى قوتهم، ولما اكتشف منهم ضعفا أراد أن يجبرهم على القتال لكن رءوف باشا تجنب الدخول في معركة، فأنقضى يوما 18 و 19 ديسمبر في مناوشات حربية حتى استولى جيش محمد على على كثير من الأسرى وغنم بعض المدافع وفي صبيحة يوم 20 ديسمبر تقدمت جيوش رشيد باشا إلى قونية، وأخذ كل من القائدين يرتب موقع جنوده. وفي اليوم التالي، يوم الواقعة (21 ديسمبر)، كان الضباب يخيم على ميدان القتال من الصباح فحال دون اكتشاف كل من القائدين موقع الجيش الاّخر، والجدير بالذكر أن إبراهيم باشا كان يمتاز على رشيد باشا بأنه درس ميدان المعركة دراسة دقيقة، وقام بتدريب جنوده على المناورات فيها قبل دخول المعركة.
وقد رابط جيش محمد على شمالي قونيه وعلى مقربة من ميمنته شمالا بشرق مستنقعات من المياه، وعلى مسيرة فرسخ (5.8 كيلومتر) من ميسرته تقع مدينة سيلة، وأمامه الجبال، وعلى سفحها يرابط الجيش العثماني الذي كان الضباب يحجبه عن أنظار جيش محمد على وكان البرد قارصا، فقد كانت المعركة في شهر ديسمبر في أشد أيام الشتاء، فنزلت درجة البرد يوم الواقعة إلى 11 فوق الصفر، واصطف الجيشان في مواقعهما، يفصل بينهما نحو ثلاثة كيلومترات، ومرت لحظة خفت فيها وطأة الضباب قليلاً، فأمكن إبراهيم باشا أن يلمح موقع الجيش العثماني، وقد رتب خطة الهجوم ترتيبا محكما، فرأى أن الهجوم على ميمنة العثمانيين أمراً لا تحمد عواقبه، لأنها مرابطة على سفح الجبل في مواقع حصينة، على عكس الميسرة التي كانت تستند إلى مستنقعات مكشوفة، وقبل أن يبدأ إبراهيم باشا بالهجوم تقدمت صفوف العثمانيين حتى صارت على بعد نحو ستمائة متر من خطوط جيش محمد على وأخذت المدافع العثمانية تطلق القنابل عليهم، فلم يجب جيش محمد على على الضرب بضرب مثله، حتى يحدد إبراهيم باشا مصدر صوت الضرب ليستدل منها على مواقع الجيش العثماني، وتقدم الصف الثاني من جيش محمد على حتى اقترب من الصف الأول تفادياً من فتك قذائف المددفعية العثمانية التي كانت تنصب عليه، واتجه إبراهيم باشا إلى بئر نمرة، تقع على يمين الصف الثاني من جيش محمد على ليزداد علما بمواقع العثمانين، وكان يصحبه من بين قواده (مختار بك) و (كانى بك) و (أحمد أفندى) ومعه قوة من ألف وخمسمائة من البدو.

### بدء المعركة
وهناك قام إبراهيم باشا بإستطلاع مواقع القوات العثمانية، ورأى الخطأ الفادح التي إرتكتبه القيادة العثمانية في أنها لم تحكم الصلة بين الفرسان (التي تؤلف ميسرة الجيش) والمشاة أثناء عملية التقدم فحدثت بينهما ثغرة يبلغ طولها نحو الف خطوة جعلت الميسرة في شبه عزلة عن بقية الجيش وأدرك بعبقريته العسكرية نقطة الضعف التي يصيب منها الهدف، وهي الهجوم على المسيرة (قوة الفرسان العثمانية) فانتهز إبراهيم باشا هذه الفرصة، وأعطى الأمر بهجوم قواته من الحرس والفرسان في هذه الثغرة ليخترق صفوف العثمانيين، ومن الجدير بالذكر أنه تولى بنفسه قيادة تنفيذ الخطة، فزحفت قوات الحرس يتبعها الفرسان واجتازت البئر بقليل، ثم انعطفت شمالاً نحو ميسرة العثمانيين وهاجمتها بشراسة، وشدت مدفعية جيش محمد على أزرها، فصبت قذائفها على العثمانيين، وكان الهجوم شديدا، والضرب محكما، فاضطرب العثمانيين من مواقعهم لشدة الهجوم وتقهقروا شمالاً بشكل فوضوي إلى المستنقعات، وبذلك انهزمت ميسرة الجيش العثماني، ثم تابع إبراهيم باشا تقدمه وأمر قواته بأن تتوسط ميدان المعركة حيث واجهوا الصف الثالث من مشاة العثمانيين الذين اقتحموا الميدان، فأمطرتهم مدافع جيش محمد على بنيرانها ونجح جيش محمد على في حصارهم وتوجيه ضربات شديدة إليهم وأوقعوا بهم حتى سلموا سلاحهم، ولما أدرك الصدر الأعظم قائد الجيش العثماني أن ميسرته قد انهزمت وتشتت أراد أن يساعدها على إستجماع صفوف وبث الحمية في نفوس رجاله، فنزل إلى حيث مواقع الجند، ولكنه ضل الطريق لكثرة تكاثف الضباب، وبينما هو يسير على غير هدى وقع في أيدى جيش محمد على فأحاطو به وجردوه من سلاحه واقتادوه أسيرا إلى إبراهيم باشا، وكان قد مضى على نشوب القتال نحو الساعتين، وتابع جيش محمد على من المشاة والفرسان تقدمهم السريع شمالاً، مع تغطية مجالهم بقذائف المدافعية وهاجموا الصف الرابع من مشاة العثمانيين ونجحوا في هزيمته وتمزيق شمله إلى أن رفع راية الإستستلام وبذلك تم لجيش جيش محمد على سحق ميسرة العثمانيين والصف الثالث والرابع من مشاتهم، وبينما كانت قوات الحرس والفرسان تقوم بهذه الهجمات الموفقة تقدم الصف الأول من صفوف العثمايين نحو ميسرة الجيش المصري واتخذوا مواقعهم حولها في خط مقوس بهدف الإحاطة بها، واشترك في هذه الهجمة الصف الثاني من صفوفهم، وعاونهم فرسانهم فكانت الهجمة هائلة، عنيفة في شدتها، ولكن ميسرة جيش محمد على واجهت الهجمة بثبات وشجاعة، وتحركت مدافع الاحتياطى فشدت أزر المدفعية التي تحمى الميسرة، وصبت المدافع قذائفها على صفوف العثمانيين المهاجمين، لتفتك بصفوفهم فتكاً مما رفع معنوية ميسرة جيش محمد على في القتال، وكان على دفاعها يتوقف مصير المعركة، واستمرت الملحمة 45 دقيقة، نجح فيها جيش محمد على في كسر هجمة العثمانيين وهزيمتهم وهروب فلولهم إلى الجبال.

### المرحلة الأخيرة من المعركة
وهنا أصدر القائد العثماني أوامره في محاولة يائسة لقوة من الفرسان أن تهاجم الصف الأول من جيش محمد على فلم يعطيها إبراهيم اهتماماً كبيراً لأنها كانت سائرة نحو الفشل المحقق، وما إن وصلت إلى ما وراء صفوف جيش محمد على حتى تشتت شملها وهربت لتنتهي المعركة بانتصار ساحق جيش محمد على وقائده إبراهيم باشا.

## نتيجة المعركة
انتهت المعركة بهزيمة الجيش العثماني، ودام القتال فيها سبع ساعات، إذ بدأت ظهراً وانتهت بعد غروب الشمس بساعتين، وكانت معركة قونيه نصراً مبينا لجيش محمد على وصفحة فخار في تاريخ جيش محمد على الحربى، ولقد كانت من المعارك الفاصلة في حروب محمد على لأنها فتحت أمام إبراهيم باشا طريق الأستانة، إذ أصبح على مسيرة ستة أيام من البسفور، وكان الطريق إليها يخلو من أي قوات تعترض زحفه، فلا جرم أن ارتعدت فرائض السطان محمود بعد هذه الواقعة إذ رأى قوائم عرشه تتزلزل أمام ضربات جيش محمد على وانتصاراته المتوالية.

### احتلال كوتاهية ومغنيسيا واقامة حكم محمد على في أزمير
وفي غضون ذلك تقدم إبراهيم باشا بجيشه فاحتل كوتاهية وصار على مسافة خمسين فرسخاً (290 كيلو متر) من الاستانة، ثم أرسل كتيبة من الجنود احتلت مغنيسيا بالقرب من ازمير، وبعث رسولاً إلى ازمير ليقيم حكم محمد على بها، وقد وصل الرسول إليها ولم يلق بها مقاومة، وعزل حاكم المدينة (طاهر باشا) وأقام بدلاً منه أحد أعيانها (منصور زده) في فبراير عام 1833م، ورحبت المدينة بهذا الانقلاب، ولكن (الاميرال روسان) سفير فرنسا في الاستانة تدخل في الأمر حتى لا يستفحل النزاع وتتخذ روسيا احتلال ازمير ذريعة إلى حماية العرش العثماني، فارسل إلى إبراهيم باشا يعترض على ما فعله رسوله في ازمير وينذره بقطع العلاقات، فلم يسع إبراهيم باشا إلا الإجابة بأنه لا يقصد احتلال ازمير، وبذلك انتهى الخلاف وعاد الحاكم القديم إلى منصبه في مارس عام 1833م.

### الخسائر من الطرفين
لم تزد خسارة جيش محمد على عن 262 قتيلاً و 530 جريحاً، أما الجيش العثماني فقد أسر قائده ونحو خمسة اّلاف إلى ستة اّلاف من رجاله، من بينهم عدد كبير من الضباط والقادة، وقتل من جنوده نحو ثلاثة اّلاف، وغنم جيش محمد على منه نحو 46 مدفعاً وعدداً كبيراً من الرايات.

## التدخل الأوروبي وإتفاقية كوتاهيه
أثارت انتصارات جيش محمد على مخاوف الدول الأوروبية، وفتحت باب المسألة المصرية على مصراعيه وهي المسألة السياسية التي بدأت تظهر – في تاريخ مصر الحديث منذ الحملة الفرنسية، فقبل ذلك كان التنافس بشأنها في الغالب تنافساً اقتصادياً، فلما قام نابليون بحملته على مصر تحول إلى صراع سياسي ومنذ ذلك العهد اتجهت المطامع الدولية إلى مصر، وتعددت مطامعهم في تحديد مصيرها، وأخذت مطامع بريطانيا تتجه نحو احتلال مصر والسيطرة السياسية عليها، وقد استمر الصراع بين فرنسا وبريطانيا بشأن المسألة المصرية طوال الحملة الفرنسية، وبعد انتهائها، وتجدر الإشارة أن بريطانيا لم تحارب فرنسا لإجلائها عن مصر فحسب، بل لتحل فيها محلها ولكي تحقق مطامعها السياسية والاستعمارية في وادي النيل.
واستمرت المسألة المصرية مثاراً للمطامع الإنجليزية منذ أسس محمد علي الدولة المصرية الحديثة، فلما اشتبكت مصر وتركيا في الحرب السورية إقترنت المسألة المصرية بالمسألة الشرقية، فاشتدت المنازعات الدولية بشأنها وانبعثت المطامع القديمة التي كانت تسعى لها كل دولة حيال السلطنة العثمانية. نظرت روسيا بعين الخوف والوجل إلى تقدم جيش محمد على واقترابه من عاصمة السلطنة العثمانية، وخشيت إذا أسفر هذا التقدم بأن يستولي محمد علي باشا على عرش السلطنة ويمتد نفوذ دولتة المصرية الحديثة إلى ضفاف مضيقي البوسفور والدردنيل والبحر الأسود فيؤسس دولة قوية تقوم على أنقاض السلطنة العثمانية المتداعية الأركان المختلة النظام، وهذا لا يوافق سياسة روسيا بأن يقع هذا الانقلاب وأن يقف حائلاً دون تحقيق أطماعها في الوصول إلى البواغيز والبحر الأبيض المتوسط، فبادرت إلى التدخل لمعاونة السلطنة العثمانية، وأوفدت الجنرال مورافييف إلى السلطان محمود الثاني ليعرض عليه إستعداد روسيا للدفاع بقواتها البرية والبحرية عن السلطنة العثمانية، ومعنى هذا الدفاع من روسيا بسط حمايتها الفعلية على العرش العثماني، فخشيت كل من فرنسا وإنجلترا من عواقب هذا التدخل وخشيتا على سياستهما ومصالحهما ان تستهدف للخطر إذا بسطت روسيا حمايتها أو نفوذها في الآستانة، إتقاء لهذا الخطر بذلتا جهودهما لوقف تقدم جيش محمد على حتى لا تجد روسيا ذريعة لحماية الآسنانة، ففرنسا وإنجلترا لم تقصدا من تدخلها في المسألة المصرية والمسألة الشرقية عمومًا مصلحة مصر ولا مصلحة السلطنة العثمانية، بل كانتا تعملان لتحقيق أغراضها الذاتية.واستخدمت فرنسا علاقاتها الودية مع مصر لإقناع محمد علي بتسوية الخلاف بينه وبين السلطان، واوفدت إلى الاستانة الاميرال روسان سفيرا لها ليسعى في فض الخلاف بينه وبين محمد على ويمنع التدخل الروسي. وبذلك صارت مصر قبلة انظار الدول الأوروبية، إذ كان مناط آمالهن اقناع محمد علي باشا بتسوية الخلاف مع الباب العالي حتى لايؤدي تدخل روسيا إلى اشتعال أزمة أوروبية قد تنتهي بتحكيم السيف بينهن.
وعندما أصبحت طموحات محمد على تمثل خطراً كبيراً على التوزان الدولي التي كانت تسعى إليه الدول الأوروبية، من أجل ذلك وفدت رسل التفاهم على محمد علي باشا من كل صوب، فجاء (الجنرال مورافييف) إلى الإسكندرية، وقابله وعرض عليه الوساطة بينه وبين السلطان، فأكرم محمد علي وفادته وأحسن لقاءه، ولكن تمسك بوجهة نظره، وكذلك أرسل السلطان بإيعاز من السفارة الفرنسية مندوباً عنه وهو (خليل باشا) ليفاوض محمد علي في حسم الخلاف ودياً، وأَُرسل (الأميرال روسان) إلى محمد علي يطلب إليه ألا يشتط في طلباته حقناً للدماء، وأن يكتفي من فتوحه بولايات صيدا (عكا) وطرابلس والقدس ونابلس، فرفض هذه الشروط وأصر على ضم سورية وولاية أدنه إلى مصر، وقد أصر على الاحتفاظ بإقليم ادنه وهو من صميم الأناضول لما اشتهر عنه من كثرة مناجمه ووفروة أخشابه، ولأنه ينتهي بجبال طوروس التي أراد محمد علي جعلها الحد الفاصل بين مصر والدولة العثمانية، أما السلطان العثماني فقد ازداد خضوعا لروسيا ورضي ان تحميه بقواتها البحرية والبرية، فجاء أسطول روسي ورسا في مياه البوسفور، ونزلت قوة من الجنود الروس إلى الشواطئ التركية الآسيوية لتدفع غزو الجيش المصري المتوقع.

وقد رأى محمد علي باشا ان الدول انما تسعى إلى هضم حقوقه ارضاء للسلطان العثماني، فوقف تجاهها موقفا قويا استمسك فيه بمطالبة وبعث في هذا الصدد برسائل عدة تدل على قوة يقينه ومضاء عزيمته، وقد أرسل خطاباً إلى (الأميرال روسان) سفير فرنسا في الآستانة بتاريخ 8 مارس سنة 1833 يرد فيها على رسالته التي أرسلها إليه، قال فيه:

### اتفاقية كوتاهية (8 أبريل 1833م)
حاولت فرنسا إزالة الخلاف بين محمد على باشا والسلطان العثماني وبعد مفاوضات دامت أربعة أيام تم الاتفاق على الصلح في 8 أبريل سنة 1833م وإبرام إتفاقية كوتاهيه والتي تقضي بأن يتنازل السلطان لمحمد على باشا عن كل الأقطار التي فتحها وهي سوريا (الشام) وإقليم أدنه والحجاز وجزيرة كريت مع تثبيته على ولاية مصر مقابل ان ينسحب الجيش المصرى عن باقى مدن الأناضول التي فتحها إبراهيم باشا.